# Mnesictena daiclesalis
Mnesictena daiclesalis là một loài bướm đêm trong họ Crambidae.